# Teodora Mihai
Teodora Ana Mihai (Bucarest, 4 d'abril de 1981) és una directora de cinema i guionista romanesa resident a Bèlgica.

## Trajectòria
Va néixer a Bucarest el 4 d'abril de 1981. Quan Teodora tenia set anys els seus pares van fugir de la Romania comunista en 1988 i van rebre asil polític a Bèlgica. Teodora es va quedar al país com a garantia per als serveis secrets que els seus pares tornarien. Finalment un any més tard Teodora va poder reunir-se amb ells a Bèlgica. Va reflectir la seva història en el primer documental Durant la seva adolescència va tenir l'oportunitat d'estudiar a Califòrnia, a l'Escola Secundària Internacional Francesa Americana a San Francisco.
Inspirada per la passió del seu pare cap a la fotografia des que era adolescent va començar a estudiar cinema i vídeo. Va estudiar cinema en el Sarah Lawrence College de Nova York i en tornar a Bèlgica va començar a treballar primer com a supervisora de guions i assistenta de direcció en cinema i posteriorment en televisió.
En 2014, va debutar en la direcció amb el documental ‘Waiting for August’ on conta la història de Georgiana, una adolescent romanesa que es queda a cura dels seus sis germans, una història que li resulta pròxima de la seva pròpia experiència.

### La civil
En 2021 estrena el seu primer llargmetratge ambientat a Mèxic: La civil una història inspirada en fets reals, una de les activistes més importants de Tamaulipas, Miriam Rodríguez Martínez la filla de la qual Karen Alejandra Salinas Rodríguez va ser segrestada en 2014 i assassinada. Miriam va contar la seva història a la directora i segons va explicar inicialment Miahai inicialment estava previst rodar un documental però finalment va acabar sent una llargmetratge de ficció sobre la història del procés de Miriam fins a revelar el feminicidi. La mateixa Miriam va ser assassinada en 2017 després d'haver aconseguit identificar a diversos dels responsables de l'assassinat de la seva filla.
La pel·lícula narra l'experiència de Cielo, una mare a qui li segresten la seva filla. Al no ser secundada per les autoritats, Cel persegueix els membres del càrtel. En la seva cerca s'enfronta a l'entramat d'impunitat i corrupció a Mèxic. També a la violència del seu exmarit. La seva protagonista Arcelia Ramírez, va ser reconeguda amb deu minuts d'aplaudiments en el festival de Cannes. La pel·lícula va ser coproduïda per Michel Franco amb Teorema en col·laboració amb la productora Eréndira Núñez Larios i l'escriptor mexicà Habacuc Antonio de Rosario. Va ser presentada a Un certain regard al Festival Internacional de Cinema de Canes.
Amb la mateixa productora belga One for the Road era pendient de l’estrena de Los Olvidables'

## Filmografia
- Civil War Essay (2000) guió i direcció
- Waiting for August (2014) guió i direcció
- Alice (2017) curt. guió i direcció
- La civil (2021) llargmetratge guió i direcció